# Scatman's World
Scatman's World är ett album av musikern Scatman John, utgivet 1995. "Scatman (Ski-ba-bop-ba-dop-bop)" från albumet blev hans mest framgångsrika singel.

## Låtlista
1. "Welcome to Scatland" - 0:51
2. "Scatman's World" - 3:42
3. "Only You" - 3:44
4. "Quiet Desperation" - 3:54
5. "Scatman (Ski-ba-bop-ba-dop-bop)" - 3:34
6. "Sing Now!" - 3:39
7. "Popstar" - 4:16
8. "Time (Take Your Time)" - 3:44
9. "Mambo Jambo" - 3:33
10. "Everything Changes" - 4:41
11. "Song of Scatland" - 5:01
12. "Hi, Louis" - 2:45
13. "Scatman" [Game Over Jazz] - 5:02
14. "Scatman" [Spike Mix] (Bonuslåt i Japan)